# Danh sách tiểu hành tinh: 12801–12900
| Tên                  | Tên đầu tiên | Ngày phát hiện       | Nơi phát hiện    | Người phát hiện                                  |
| -------------------- | ------------ | -------------------- | ---------------- | ------------------------------------------------ |
| 12801 Somekawa       | 1995 XD      | 2 tháng 12 năm 1995  | Oizumi           | T. Kobayashi                                     |
| 12802 Hagino         | 1995 XD1     | 15 tháng 12 năm 1995 | Oizumi           | T. Kobayashi                                     |
| 12803 -              | 1995 YF      | 17 tháng 12 năm 1995 | Oizumi           | T. Kobayashi                                     |
| 12804 -              | 1995 YJ3     | 27 tháng 12 năm 1995 | Oizumi           | T. Kobayashi                                     |
| 12805 -              | 1995 YL23    | 21 tháng 12 năm 1995 | Haleakala        | NEAT                                             |
| 12806 -              | 1996 AN      | 11 tháng 1 năm 1996  | Oizumi           | T. Kobayashi                                     |
| 12807 -              | 1996 AW      | 11 tháng 1 năm 1996  | Oizumi           | T. Kobayashi                                     |
| 12808 -              | 1996 AF1     | 12 tháng 1 năm 1996  | Oizumi           | T. Kobayashi                                     |
| 12809 -              | 1996 BB      | 16 tháng 1 năm 1996  | Oizumi           | T. Kobayashi                                     |
| 12810 Okumiomote     | 1996 BV      | 17 tháng 1 năm 1996  | Kitami           | K. Endate, K. Watanabe                           |
| 12811 Rigonistern    | 1996 CL7     | 14 tháng 2 năm 1996  | Cima Ekar        | U. Munari, M. Tombelli                           |
| 12812 Cioni          | 1996 CN7     | 14 tháng 2 năm 1996  | Cima Ekar        | M. Tombelli, U. Munari                           |
| 12813 Paolapaolini   | 1996 CU8     | 14 tháng 2 năm 1996  | Cima Ekar        | M. Tombelli, U. Munari                           |
| 12814 Vittorio       | 1996 CG9     | 13 tháng 2 năm 1996  | Cima Ekar        | M. Tombelli, U. Munari                           |
| 12815 -              | 1996 DL2     | 23 tháng 2 năm 1996  | Oizumi           | T. Kobayashi                                     |
| 12816 -              | 1996 ES1     | 15 tháng 3 năm 1996  | Haleakala        | NEAT                                             |
| 12817 Federica       | 1996 FM16    | 22 tháng 3 năm 1996  | La Silla         | E. W. Elst                                       |
| 12818 Tomhanks       | 1996 GU8     | 13 tháng 4 năm 1996  | Kitt Peak        | Spacewatch                                       |
| 12819 Susumutakahasi | 1996 JO      | 12 tháng 5 năm 1996  | Moriyama         | R. H. McNaught, Y. Ikari                         |
| 12820 Robinwilliams  | 1996 JN6     | 11 tháng 5 năm 1996  | Kitt Peak        | Spacewatch                                       |
| 12821 -              | 1996 RG1     | 10 tháng 9 năm 1996  | Xinglong         | Chương trình tiểu hành tinh Bắc Kinh Schmidt CCD |
| 12822 -              | 1996 XD1     | 2 tháng 12 năm 1996  | Oizumi           | T. Kobayashi                                     |
| 12823 -              | 1997 AP      | 2 tháng 1 năm 1997   | Oizumi           | T. Kobayashi                                     |
| 12824 -              | 1997 AW3     | 6 tháng 1 năm 1997   | Oizumi           | T. Kobayashi                                     |
| 12825 -              | 1997 AJ7     | 9 tháng 1 năm 1997   | Oizumi           | T. Kobayashi                                     |
| 12826 -              | 1997 AO7     | 9 tháng 1 năm 1997   | Oizumi           | T. Kobayashi                                     |
| 12827 -              | 1997 AS7     | 5 tháng 1 năm 1997   | Xinglong         | Chương trình tiểu hành tinh Bắc Kinh Schmidt CCD |
| 12828 Batteas        | 1997 AU9     | 3 tháng 1 năm 1997   | Kitt Peak        | Spacewatch                                       |
| 12829 -              | 1997 AB13    | 10 tháng 1 năm 1997  | Oizumi           | T. Kobayashi                                     |
| 12830 -              | 1997 BP1     | 29 tháng 1 năm 1997  | Oizumi           | T. Kobayashi                                     |
| 12831 -              | 1997 BS6     | 29 tháng 1 năm 1997  | Nachi-Katsuura   | Y. Shimizu, T. Urata                             |
| 12832 -              | 1997 CE1     | 1 tháng 2 năm 1997   | Oizumi           | T. Kobayashi                                     |
| 12833 Kamenný Újezd  | 1997 CV1     | 2 tháng 2 năm 1997   | Kleť             | J. Tichá, M. Tichý                               |
| 12834 Bomben         | 1997 CB13    | 4 tháng 2 năm 1997   | Kitt Peak        | Spacewatch                                       |
| 12835 Stropek        | 1997 CN13    | 7 tháng 2 năm 1997   | Kleť             | Kleť                                             |
| 12836 -              | 1997 CA22    | 13 tháng 2 năm 1997  | Oizumi           | T. Kobayashi                                     |
| 12837 -              | 1997 EK35    | 4 tháng 3 năm 1997   | Socorro          | LINEAR                                           |
| 12838 Adamsmith      | 1997 EL55    | 9 tháng 3 năm 1997   | La Silla         | E. W. Elst                                       |
| 12839 -              | 1997 FB2     | 29 tháng 3 năm 1997  | Xinglong         | Chương trình tiểu hành tinh Bắc Kinh Schmidt CCD |
| 12840 Paolaferrari   | 1997 GR5     | 6 tháng 4 năm 1997   | San Marcello     | L. Tesi, G. Cattani                              |
| 12841 -              | 1997 GD8     | 2 tháng 4 năm 1997   | Socorro          | LINEAR                                           |
| 12842 -              | 1997 GQ23    | 6 tháng 4 năm 1997   | Socorro          | LINEAR                                           |
| 12843 Ewers          | 1997 GH27    | 9 tháng 4 năm 1997   | Kitt Peak        | Spacewatch                                       |
| 12844 -              | 1997 JE10    | 9 tháng 5 năm 1997   | Kashihara        | F. Uto                                           |
| 12845 Crick          | 1997 JM15    | 3 tháng 5 năm 1997   | La Silla         | E. W. Elst                                       |
| 12846 Fullerton      | 1997 MR      | 28 tháng 6 năm 1997  | Kitt Peak        | Spacewatch                                       |
| 12847 -              | 1997 NQ2     | 6 tháng 7 năm 1997   | Farra d'Isonzo   | Farra d'Isonzo                                   |
| 12848 Agostino       | 1997 NK10    | 10 tháng 7 năm 1997  | Campo Imperatore | A. Boattini                                      |
| 12849 -              | 1997 QD2     | 27 tháng 8 năm 1997  | Nachi-Katsuura   | Y. Shimizu, T. Urata                             |
| 12850 Axelmunthe     | 1998 CO3     | 6 tháng 2 năm 1998   | La Silla         | E. W. Elst                                       |
| 12851 -              | 1998 DT9     | 22 tháng 2 năm 1998  | Haleakala        | NEAT                                             |
| 12852 Teply          | 1998 FW30    | 20 tháng 3 năm 1998  | Socorro          | LINEAR                                           |
| 12853 -              | 1998 FZ97    | 31 tháng 3 năm 1998  | Socorro          | LINEAR                                           |
| 12854 -              | 1998 HA13    | 29 tháng 4 năm 1998  | Haleakala        | NEAT                                             |
| 12855 Tewksbury      | 1998 HS32    | 20 tháng 4 năm 1998  | Socorro          | LINEAR                                           |
| 12856 -              | 1998 HH93    | 21 tháng 4 năm 1998  | Socorro          | LINEAR                                           |
| 12857 -              | 1998 HQ97    | 21 tháng 4 năm 1998  | Socorro          | LINEAR                                           |
| 12858 -              | 1998 JD2     | 1 tháng 5 năm 1998   | Haleakala        | NEAT                                             |
| 12859 Marlamoore     | 1998 KK1     | 18 tháng 5 năm 1998  | Anderson Mesa    | LONEOS                                           |
| 12860 Turney         | 1998 KT32    | 22 tháng 5 năm 1998  | Socorro          | LINEAR                                           |
| 12861 Wacker         | 1998 KW33    | 22 tháng 5 năm 1998  | Socorro          | LINEAR                                           |
| 12862 -              | 1998 KV37    | 22 tháng 5 năm 1998  | Socorro          | LINEAR                                           |
| 12863 Whitfield      | 1998 KE48    | 22 tháng 5 năm 1998  | Socorro          | LINEAR                                           |
| 12864 -              | 1998 KB55    | 23 tháng 5 năm 1998  | Socorro          | LINEAR                                           |
| 12865 -              | 1998 KL55    | 23 tháng 5 năm 1998  | Socorro          | LINEAR                                           |
| 12866 Yanamadala     | 1998 KL65    | 22 tháng 5 năm 1998  | Socorro          | LINEAR                                           |
| 12867 Joëloïc        | 1998 LK2     | 1 tháng 6 năm 1998   | La Silla         | E. W. Elst                                       |
| 12868 Onken          | 1998 MZ7     | 19 tháng 6 năm 1998  | Anderson Mesa    | LONEOS                                           |
| 12869 -              | 1998 MR32    | 24 tháng 6 năm 1998  | Socorro          | LINEAR                                           |
| 12870 Rolandmeier    | 1998 MK37    | 24 tháng 6 năm 1998  | Anderson Mesa    | LONEOS                                           |
| 12871 Samarasinha    | 1998 ML37    | 24 tháng 6 năm 1998  | Anderson Mesa    | LONEOS                                           |
| 12872 Susiestevens   | 1998 OZ5     | 21 tháng 7 năm 1998  | Socorro          | LINEAR                                           |
| 12873 Clausewitz     | 1998 OU7     | 26 tháng 7 năm 1998  | La Silla         | E. W. Elst                                       |
| 12874 Poisson        | 1998 QZ      | 19 tháng 8 năm 1998  | Prescott         | P. G. Comba                                      |
| 12875 -              | 1998 QA2     | 19 tháng 8 năm 1998  | Haleakala        | NEAT                                             |
| 12876 -              | 1998 QR10    | 17 tháng 8 năm 1998  | Socorro          | LINEAR                                           |
| 12877 -              | 1998 QF11    | 17 tháng 8 năm 1998  | Socorro          | LINEAR                                           |
| 12878 Erneschiller   | 1998 QH11    | 17 tháng 8 năm 1998  | Socorro          | LINEAR                                           |
| 12879 -              | 1998 QN18    | 17 tháng 8 năm 1998  | Socorro          | LINEAR                                           |
| 12880 Juliegrady     | 1998 QM25    | 17 tháng 8 năm 1998  | Socorro          | LINEAR                                           |
| 12881 Yepeiyu        | 1998 QF31    | 17 tháng 8 năm 1998  | Socorro          | LINEAR                                           |
| 12882 -              | 1998 QS31    | 17 tháng 8 năm 1998  | Socorro          | LINEAR                                           |
| 12883 -              | 1998 QY32    | 17 tháng 8 năm 1998  | Socorro          | LINEAR                                           |
| 12884 -              | 1998 QL34    | 17 tháng 8 năm 1998  | Socorro          | LINEAR                                           |
| 12885 -              | 1998 QM34    | 17 tháng 8 năm 1998  | Socorro          | LINEAR                                           |
| 12886 -              | 1998 QG35    | 17 tháng 8 năm 1998  | Socorro          | LINEAR                                           |
| 12887 -              | 1998 QP35    | 17 tháng 8 năm 1998  | Socorro          | LINEAR                                           |
| 12888 -              | 1998 QR42    | 17 tháng 8 năm 1998  | Socorro          | LINEAR                                           |
| 12889 -              | 1998 QW42    | 17 tháng 8 năm 1998  | Socorro          | LINEAR                                           |
| 12890 -              | 1998 QG43    | 17 tháng 8 năm 1998  | Socorro          | LINEAR                                           |
| 12891 -              | 1998 QH51    | 17 tháng 8 năm 1998  | Socorro          | LINEAR                                           |
| 12892 -              | 1998 QE52    | 17 tháng 8 năm 1998  | Socorro          | LINEAR                                           |
| 12893 -              | 1998 QS55    | 26 tháng 8 năm 1998  | Caussols         | ODAS                                             |
| 12894 -              | 1998 QN73    | 24 tháng 8 năm 1998  | Socorro          | LINEAR                                           |
| 12895 Balbastre      | 1998 QO99    | 26 tháng 8 năm 1998  | La Silla         | E. W. Elst                                       |
| 12896 Geoffroy       | 1998 QV102   | 26 tháng 8 năm 1998  | La Silla         | E. W. Elst                                       |
| 12897 Bougeret       | 1998 RY5     | 13 tháng 9 năm 1998  | Anderson Mesa    | LONEOS                                           |
| 12898 Mignard        | 1998 RK6     | 14 tháng 9 năm 1998  | Anderson Mesa    | LONEOS                                           |
| 12899 -              | 1998 RN13    | 1 tháng 9 năm 1998   | Woomera          | F. B. Zoltowski                                  |
| 12900 -              | 1998 RP28    | 14 tháng 9 năm 1998  | Socorro          | LINEAR                                           |